# Annalena Slamik
Annalena Slamik née le 23 mars 2003 est une coureuse autrichienne du combiné nordique.

## Palmarès en combiné nordique

### Championnats du monde
| Épreuve / Édition     | Individuel     | Par équipes mixte     |
| Épreuve / Édition     | Petit tremplin | Petit tremplin Relais |
| Mondiaux 2023 Planica | 14e            | Bronze                |

### Coupe du monde
- 1 podium : 1 deuxième place.
- 1 podium par équipes mixte : 1 deuxième place.

#### Différents classements en Coupe du monde
| Année     | Classement général final |
| 2020-2021 | 19e                      |
| 2021-2022 | 29e                      |
| 2022-2023 | 13e                      |